# الرشيد (دوعن)

'

تعديل مصدري - تعديل

الرشيد هي إحدى قرى عزلة صيف بمديرية دوعن التابعة لمحافظة حضرموت، بلغ تعداد سكانها 578 نسمة حسب تعداد اليمن لعام 2004.